# Fugloy
Fugloy (Illa dels ocells) és la més oriental de les illes Fèroe situada al nord-est de l'arxipèlag, la més petita d'entre les Illes del Nord (regió de les Fèroe). Amb una àrea d'11,0 km², és muntanyosa, amb tres pics notables: Mikla (420 m), Klubbin (620 m) i Norðberg (549 m). Uns penya-segats de 448 m marquen la costa est.
Té dos poblets: Kirkja a la costa sud i Hattarvík a l'est, totalitzant una població de 38 habitants (2020). Fugloy forma part del grup d'illes anomenades Útoyggjar (illes exteriors o perifèriques en feroès), que tenen en comú la mala comunicació amb la resta d'illes i escassa població.